# Lorabela
Lorabela is een geslacht van weekdieren uit de klasse van de Gastropoda (slakken).

## Soorten
- Lorabela davisi (Hedley, 1916)
- Lorabela glacialis (Thiele, 1912)
- Lorabela pelseneeri (Strebel, 1908)
- Lorabela plicatula (Thiele, 1912)